# Sphenomorphus oligolepis
Sphenomorphus oligolepis är en ödleart som beskrevs av  George Albert Boulenger 1914. Sphenomorphus oligolepis ingår i släktet Sphenomorphus och familjen skinkar. Inga underarter finns listade i Catalogue of Life.